# Збажево
Збажево (пол. Zbarzewo) — село в Польщі, у гміні Влошаковиці Лещинського повіту Великопольського воєводства.
Населення — 353 особи (2011).
У 1975-1998 роках село належало до Лешненського воєводства.

## Демографія
Демографічна структура станом на 31 березня 2011 року:
|          | Загалом | Допрацездатний вік | Працездатний вік | Постпрацездатний вік |
| -------- | ------- | ------------------ | ---------------- | -------------------- |
| Чоловіки | 183     | 49                 | 121              | 13                   |
| Жінки    | 170     | 39                 | 104              | 27                   |
| Разом    | 353     | 88                 | 225              | 40                   |